# Awtomagistrala Hemus
Die Awtomagistrala „Hemus“ oder Awtomagistrala A2 (bulgarisch Автомагистрала Хемус oder Автомагистрала А2, zu deutsch Hemus-Autobahn oder Autobahn A2) ist eine teilweise fertiggestellte Autobahn in Bulgarien. Die endgültige Länge wird 425,8 km betragen, 175,4 km sind schon in Betrieb. Zukünftig soll sie die Hauptstadt Sofia mit Warna an der Schwarzmeerküste verbinden.
Die Autobahn Hemus ist nach dem antiken Namen für das Balkangebirge benannt.

## Teilstücke in Betrieb

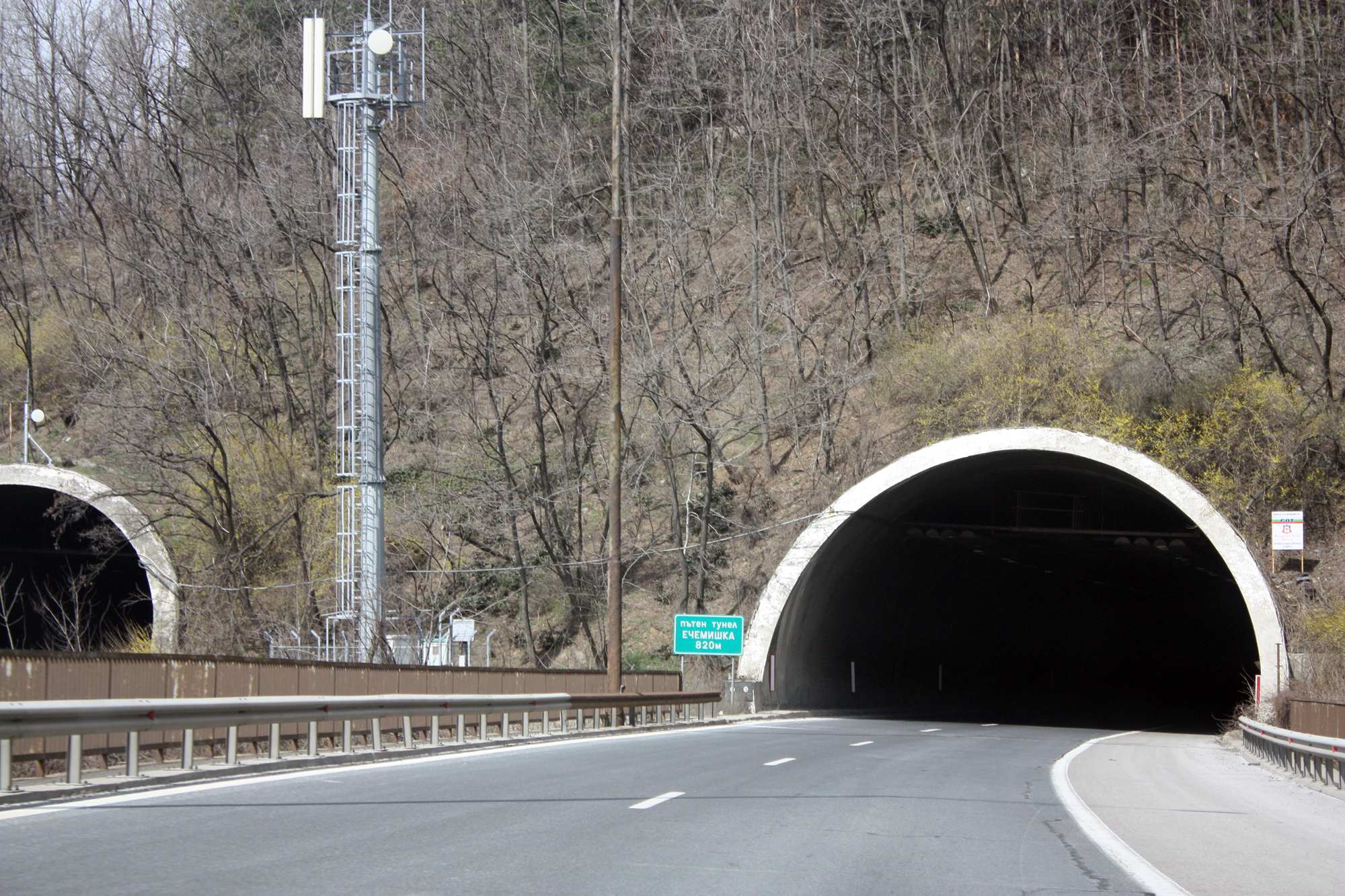
Einfahrt des Tunnels Etschemischka

Das erste Teilstück war ein Musterprojekt des kommunistischen Führers Todor Schiwkow, das bei Gorni Bogrow (bei Sofia) anfängt und in seinem Geburtsort Prawez endete. Das zweite Teilstück, Prawez – Jablaniza wurde offiziell am 5. Dezember 1999 in Betrieb genommen. Die Trasse durchquert das Balkangebirge auf einer Länge von 5,47 km, zusätzlich wurden weitere 16 km erschlossen. Es wurden zwei Viadukte sowie ein Tunnel errichtet. Der gesamte Abschnitt Gorni Bogrow – Jablaniza enthält zudem drei weitere Tunnel. Der Bau des Abschnitts begann schon 1984, aber ruhte bis in die späten 1980er Jahre aufgrund von Geldmangel. Er konnte erst in den Jahren 1998 bis 1999 fertiggestellt werden.
Am 30. Dezember 2005 eröffnete der bulgarische Ministerpräsident Sergej Stanischew das 12,8 km lange Teilstück Kaspitschan – Schumen im Nordosten Bulgariens. Im August 2013 wurde auch der Lückenschluss mit den ersten 8 km ab Sofia vollzogen, somit war die Autobahn von der Sofioter Ringstraße bis Jablaniza und von Schumen bis Warna befahrbar.
Für den Weiterbau der Strecke war eine öffentlich-private Partnerschaft im Gespräch.
Im Frühjahr 2019 wurden weitere 13 km zwischen Jablaniza und Brestniza/Boasa für den Verkehr freigegeben.
Die noch nicht vollendete Strecke (Boasa – Schumen/Belokopitowo) ist in insgesamt zehn Baulose unterteilt.
Die Bauarbeiten am ersten Baulos (Boasa – Dermanzi (Länge: 15,26 km)) begannen Ende 2021, am zweiten (Dermanzi – Kalenik (Länge: 19,2 km)) und dritten (Kalenik – Plewen (Länge: 17,1 km)) Abschnitt im Frühjahr 2022. Nachdem die Bauarbeiten zwei Jahre nur mit mäßiger Geschwindigkeit erfolgten, wurde Stand August 2024 mit erhöhtem Tempo gebaut. Für weitere 14 km im vierten Baulos (Plewen – Letniza) wurde Anfang 2025 die Baufreigabe erteilt.
Aus Warna kommend gab es ebenfalls Bauarbeiten am zehnten Baulos (Belokopitowo – Buchowzi (Länge: 16,3 km)), das im Oktober 2022 für den Verkehr freigegeben wurde. Für diesen Abschnitt wurden 145 Mio. Lewa investiert, die zulässige Höchstgeschwindigkeit beträgt 120 km/h.